# Roberto Pompeu de Toledo
Roberto Pompeu de Toledo (São Paulo, 1944) (78 anos) é um jornalista brasileiro. É filho do falecido Cícero Pompeu de Toledo, ex-presidente do São Paulo.

## Carreira
Formado em 1966, trabalhou por pouco tempo na Rádio Bandeirantes e depois na Rádio Eldorado, ambas na cidade de São Paulo. Após trabalhou no Jornal da Tarde e em seguida, foi para a revista Veja.
Depois trabalhou no efêmero Jornal da República e na revista IstoÉ, nesta como redator-chefe. Voltou para a Veja e saiu novamente, para ser o editor-executivo do Jornal do Brasil. Retornou à Veja pela terceira vez, sendo o editor da seção Internacional, editor-executivo e correspondente em Paris.
Em 2007, passou a ser editor especial da Veja. Fez reportagens especiais e manteve uma coluna na revista, publicada na última página, a cada dois números, até 2021, quando deixou a revista, sendo substituído por Dora Kramer.